# Sarcocystis
Sarcocystis (ze starořeckého σάρξ (sáarx) – maso a κύστις (kúystis) – měchýř), česky jako svalovky, je rod parazitických, obligátně dvouhostitelských kokcidií. Jejich definitivními hostiteli jsou masožravci – např. savci, dravci a sovy, hadi, apod. Nejméně dva známé druhy (S. suihominis a S. bovihominis) napadají jako definitivního hostitele člověka. Člověk však může vystupovat i v roli mezihostitele.
Jejich životní cyklus často zahrnuje predátora jako definitivního hostitele a jeho kořist jako mezihostitele. Zástupci svalovek se pohlavně rozmnožují v trávicím traktu definitivního hostitele a jsou vylučovány v jeho výkalech ve formě oocyst nebo sporocyst, které se ihned nebo po určité době zrání na vzduchu stávají infekčními pro mezihostitele, v jehož těle se po požití dostávají do svalových nebo nervových tkání. Cyklus se uzavírá, když je mezihostitel uloven a pozřen definitivním hostitelem. U toho se většinou, na rozdíl od mezihostitele, neprojevují žádné příznaky nákazy.
Tento rod zahrnuje asi 130 známých druhů a na jejich výzkumu se stále pokračuje.

## Historie
Prvního zástupce Sarcocystis objevil v roce 1843 Friedrich Miescher v kosterním svalstvu myši. Podle pozdějších zdrojů se jednalo nejspíš o svalovky druhu S. muris. Po tomto objevu je nebylo možné taxonomicky zařadit a v literatuře byl parazit označován jen jako „Miescherovy tubuly“. Podobné struktury byly v roce 1865 nalezeny v prasečím svalu, ale zůstaly nepojmenovány až do roku 1899, kdy pro ně bylo navrženo jméno Sarcocystis miescheriana, podle původního objevitele F. Mieschera. Prasata jsou v tomto případě mezihostitelé, definitivním hostitelem tohoto druhu jsou psovité šelmy.
Teprve v roce 1967 ukázal výzkum s elektronovým mikroskopem, že se jedná o prvoky příbuzné rodům Toxoplasma a Eimeria. Jejich životní cyklus byl poprvé popsán až v roce 1972 v Německu. Během následující dekády proběhlo mnoho dalších pozorování a výzkumů.

## Životní cyklus
Sarcocystis patří mezi heteroxenní (vícehostitelské) a, jako ostatní apicomplexa, vnitrobuněčné parazity. Jejich životní cyklus se typicky pro kokcidie skládá z asexuálních množení – sporogonie a merogonie – a sexuálního množení – gamogonie. Evolučně se adaptovali na vztah kořisti a predátora, v němž kořist je mezihostitelem a predátor definitivním hostitelem parazita. K dnešnímu dni byly prozkoumány životní cykly asi 60 různých druhů, což je pouze menší část tohoto rodu.
Gamogonie probíhá v trávicí soustavě definitivního hostitele. Jejími produkty jsou oocysty tvořené dvěma sporocystami obalenými tenkou stěnou. Ve sporocystách se nachází další životní stádium svalovek, které se nazývá sporozoit. V každé sporocystě se nachází čtyři sporozoiti. V každé oocystě je tedy 8 sporozoitů. Oocysty nebo z nich uvolněné sporocysty po určitou dobu odchází spolu se stolicí z těla hostitele. Tím se dostávají do prostředí, kde mohou být pozřeny vhodným mezihostitelem, spolu s kontaminovanou vodou nebo potravou.
Když se sporocysta dostane do tenkého střeva mezihostitele, obal, který ji drží pohromadě, se vlivem žluči a trávicího enzymu trypsinu rozpadá a uvolňuje pohyblivé sporozoity. Ti se pohybují skrze střevní epitel a nakonec se dostávají do buněk endotelu ve vlásečnicích po celém těle. V těch může začít probíhat nepohlavní rozmnožování 15 až 16 dní po požití sporocysty. Je pravděpodobné, že na iniciaci asexuální reprodukce a prudké navýšení množství parazitů v těle stačí velmi málo požitých sporocyst.
První stádium parazita, které se vyskytuje v mezihostiteli, se nazývá schizont. Vyvíjí se poté, co sporozoit vnikne do hostitelské buňky, zpravidla buňky epitelu lymfatických uzlin, přímo v cytoplazmě dané buňky. Po schizontech se vyvíjí další generace, která dává vzniknout merozoitům. Merozoiti jsou pohybliví a plní funkci šíření parazita skrz tělo hostitele. Po opuštění buněk mezihostitele je můžeme najít volně v krvi nebo uvnitř buněk, kde se mohou dělit na dceřiné merozoity. Počet dalších dělení i tkáně, ve kterých dělení probíhají, se liší podle druhu. Na příklad u všech druhů Sarcocystis, které napadají velká domestikovaná zvířata (prasata, ovce, krávy, aj.), probíhá formování první a druhé generace ve vaskulárním endotelu. Další dělení se postupně přesouvají z kapilár do cév. S krví se také mohou dostat do různých buněk a tkání těla. Jejich poslední dělení probíhá, když infikují svalovou, výjimečně nervovou, buňku.
Posledním asexuálním stádiem v mezihostiteli jsou sarkocysty, které jsou typickou strukturou pro rod Sarcocystis a slouží k infekci definitivního hostitele. Mají různé tvary a často se využívají při rozeznávání jednotlivých druhů. Vznikají, když merozoit napadne myocyt, nebo výjimečně buňku nervové tkáně, a zapouzdří se v nich v podobě tkáňové cysty. Ta jim zajišťuje bezpečné prostředí pro další dělení. Maturace sarkocyst trvá kolem dvou měsíců nebo déle. Nezralé sarkocysty nemohou definitivního hostitele infikovat.
Počet sarkocyst v těle se diametrálně liší jedinec od jedince, ovlivňuje ho jak konkrétní druh parazita a počet pozřených sporocyst, tak druh hostitele a jeho momentální fyzický stav. Mohou být nalezeny v podstatě ve veškerém pruhovaném svalstvu těla, zahrnujícím mj. jazyk, jícen, bránici i srdeční sval, i v některých hladkých svalech, mozku, míše, slezině či ledvinách. Jejich umístění je druhově specifické. Tam mohou zůstávat měsíce, někdy i roky, dokud není mezihostitel uloven a pozřen hostitelem definitivním. Odumřelé cysty zvápenatí a bývají obklopené zánětlivým infiltrátem.
V dospělých sarkocystách se nachází další stádium parazita, bradyzoiti. Počet bradyzoitů v jedné cystě závisí na druhu a stáří, ale v dospělých sarkocystách se jich může nacházet přes 107 (v případě makrocyst S. aucheniae). Mohou od sebe být oddělené přepážkami.
Jakmile jsou dospělé sarkocysty ve svalové tkáni pozřeny definitivním hostitelem, stěna sarkocysty se v trávicím traktu definitivního hostitele naruší a rozpadne. Bradyzoiti získávají schopnost pohybu a opouští sarkocystu. Poté, co infikují buňky tenkého střeva, každý bradyzoit se vyvíjí do samčího nebo samičího stádia, mikrogamontu či makrogamontu, z nichž vznikají buňky určené k pohlavnímu rozmnožování – mikrogamety a makrogamety. Jejich spojením vzniká zygota, která se obaluje stěnou a vyvíjí v novou oocystu, připravenou opustit tělo definitivního hostitele.
Celý proces gamogonie a fertilizace může být dokončen během 24 hodin, ale může trvat déle, takže v jednom jedinci můžeme nalézt zároveň gamonty i oocysty. Oocysty se často rozpadají. Buď tedy ve výkalech opouští tělo celé oocysty, nebo samostatné volné sporocysty. Sporocysty měří přibližně 10 na 15 µm a jsou tvořeny čtyřmi příčně vyrovnanými sporozoity
Od sporocyst ostatních střevních kokcidií se liší tím, že jsou většinou uvolňovány samostatně, ale také velmi dlouhou dobou, po kterou mohou být vylučovány. Definitivní hostitel může roznášet sporocysty celé měsíce a tím tvořit nové zdroje nákazy pro mezihostitele díky tomu, že gamonti i oocysty mohou v hostiteli zůstávat po různě dlouhou dobu.

## Taxonomie
Taxonomie tohoto rodu stále prochází změnami a úpravami. V minulosti byly druhy rozlišovány a pojmenovávány hlavně podle druhu hostitele a struktury sarkocyst, která se ale může lišit podle stáří sarkocyst a používaných metod zkoumání, takže výsledky nebyly vždy spolehlivé.
Sarcocystis je nejpočetnější rod v čeledi Sarcocystidae. Zahrnuje asi 130 druhů, které infikují široké spektrum živočichů.
Některé molekulární studie naznačují, že Frenkelia, jeden z rodů stejné čeledi, který má za definitivní hostitele dravce, ve skutečnosti patří k rodu Sarcocystis.  Tento rod byl oddělen od Sarocystis na základě výskytu cyst v mozku mezihostitelů, spíše než ve svalu, což jako taxonomické rozlišení není příliš validní.
Mezi příbuzné rody patří Cystoisospora, Isospora, Neospora a Toxoplasma.

## Patogenita
U definitivních hostitelů zpravidla nezpůsobují onemocnění díky tomu, že zůstávají pouze v trávicí soustavě, kde poškodí jen malé množství buněk. Různé druhy zvířat pozorované po infikaci zástupci Sarcocystis neprojevovaly žádné či téměř žádné příznaky nemoci. Při pokusech s lidskými dobrovolníky (v roli definitivních hostitelů) byly ale po požití infikovaného masa zjištěny symptomy jako zvracení, průjmy a potíže s dýcháním.
Infekce v mezihostitelích je charakteristická tvorbou sarkocyst ve velikosti mikrometrů až několika centimetrů ve svalech nebo nervové tkáni.
Ne všechny druhy Sarcocystis jsou patogenní pro své mezihostitele. Obecně jsou druhy napadající jako definitivní hostitele psovité šelmy více patogenní pro své mezihostitele, než druhy přenášené jinými definitivními hostiteli. Závažnost sarkocystózy záleží hlavně na množství parazitů. Naopak na věku nebo velikosti hostitele podle dostupných výzkumů nezáleží.

## Nákaza u člověka
Jedná se o zoonózu. Infekce těmito parazity je známá jako sarcocystóza nebo sarkosporidióza. Většina sarkocyst, pro které je člověk mezihostitel, je v lidském těle nacházena v kosterním nebo srdečním svalstvu, ale mohou se vyskytovat i v jícnu, hltanu nebo hrtanu.

### Patologie
Známe dva různé typy nákazy. Ta první je střevní forma, která zahrnuje nevolnost, bolesti břicha a průjmy. V takových případech se lidé nakazí sarkocystami a figurují jako definitivní hostitelé. I přestože je obvykle relativně mírná a netrvá déle než 48 hodin, ve výjimečných případech může být závažná nebo dokonce život ohrožující.
Invazivní forma zahrnuje širokou škálu tkání, ale druhy r. Sarcocystis způsobující svalové infekce nejsou u lidí časté. V takovém případě se člověk nakazí sporocystami a figuruje jako mezihostitel. Publikováno bylo méně než sto případů takových onemocnění.

### Epidemiologie
Nákazy byly hlášeny na všech obydlených kontinentech v Africe, v Severní i Jižní Americe, v Evropě (Německu, Polsku a Španělsku) a v Asii (hlavně jižní a jihovýchodní).
Nákazy, ve kterých člověk pro svalovku představuje definitivního hostitele, byly studovány na příklad v Thajsku. Během jedné studie byly prováděny rozbory stolice přes 350 místních dělníků, byla zjištěna prevalence tohoto onemocnění přibližně 23 %. Naprostá většina případů byla asymptomatická.
Jiná studie v Malajsii se zabývala infekcemi, ve kterých byl člověk nakažen jako mezihostitel svalovkou, jejíž definitivní hostitel není známý. Pro ni bylo post mortem využito 100 lidských jazyků, odhalila zastoupení infikovaných jedinců asi 21 %. Nebyl nalezen žádný rozdíl mezi pohlavími a věk obětí se pohyboval od 16 do 57 let.
V roce 2012 propukla nákaza v Malajsii, během které se podle odhadu nakazilo 93 osob. Ve svalových tkáních nakažených osob byly nalezeny sarkocysty náležící opičímu druhu Sarcocystis nesbitti, jehož definitivním hostitelem jsou hadi.

### Infekce
Člověk jako definitivní hostitel se může nakazit konzumací syrového nebo částečně syrového, infikovaného vepřového nebo hovězího masa. Inkubační doba se pohybuje mezi 9 a 39 dni. Je možné, že kontaminovaná voda by také mohla způsobit infekci, ale to je prozatím pouze teoretická možnost.

### Diagnóza
Definitivní diagnóza je určována biopsií infikovaného svalu. Sarkocysty jsou identifikovatelné hematoxylinem a eosinem. Spolu se sarkocystami mohou být nalezeny i jiné záněty.

### Léčba
Vzhledem k asymptomatické povaze většiny infekcí není zpravidla vyžadována žádná léčba. Zatím nebyla testována žádná léčiva určená konkrétně proti sarkocystóze. V minulosti byly užívány různé prostředky pro léčbu, mezi nimi například albendazol, nebo kotrimoxazol. Kortikosteroidy byly použity pro mírnění příznaků.

### Prevence
Infekci se dá zabránit důkladným vařením masa před konzumací. Alternativně, zamražení masa na alespoň −5 °C na několik dní sporocysty také zabíjí.

## Nákaza u ostatních živočichů

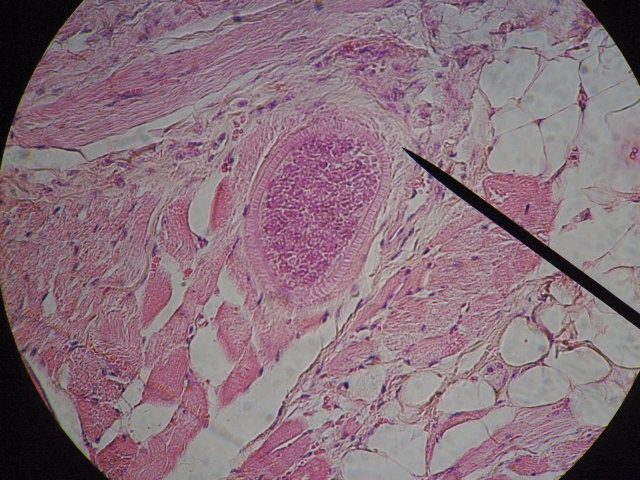
Sarkocysty v kosterním svalu prasete

Nákazy Sarcocystis jsou časté u domestikovaných zvířat jako skot nebo ovce. V současnosti známe čtyři druhy infikující jako mezihostitele skot: S. bovifelis, S. bovihominis, S. cruzi a S. hirsuta. Jen jeden z nich, S. cruzi, je pro skot patogenní. Ve spojení s tímto parazitem může docházet ke spontánním potratům (zmetání), smrti březích krav či vyvíjejících se embryí, nebo k bovinní eosinofilní myositidě (BEM). BEM je zánětlivá myopatie charakterizovaná multifokálními šedozelenými lézemi v příčně pruhované svalovině skotu. Typické klinické symptomy sarkocystózy jsou horečka, anémie, kachexie, zvětšení lymfatických uzlin, slinění a ztráta chlupů na špičce ocasu.
Dalšími zvířaty s rizikem nákazy těmito parazity (jako mezihostitelé) jsou ovce, které jsou také ohroženy čtyřmi známými druhy Sarcocystis: patogenními S. arieticanis a S. tenella a nepatogenními S. gigantea a S. medusiformis. Infekce u ovcí jsou časté na příklad v USA, kde byla v některých studiích zjištěna infekce S. tenella u více než 80 % z 512 testovaných zvířat. První tři druhy jsou ale rozšířeny kosmopolitně. Anémie, ataxie a spontánní potraty jsou hlavní klinické příznaky.
Další postihovaná domestikovaná zvířata, která působí jako mezihostitelé, jsou prasata nebo koně. S. neurona způsobuje u koní protozoální myeloencefalitidu, tedy zánět míchy a mozku.
Různé druhy svalovek se vykytují i ve volně žijících zvířatech, a to běžně i na našem území. Na příklad S. lutrae není příliš hostitelsky specifická a jako mezihostitele využívá na našem území jezevce, vydry, mývaly nebo psíky mývalovité.  Její definitivní hostitel zatím známý není. Také se u nás vyskytly případy S. arctica v liškách jako mezihostitelích. Ani u nich zatím není známý definitivní hostitel.
Sarcocystis nenapadají jen savce, určitým druhům mohou jako definitivní hostitelé sloužit plazi nebo ptáci jako dravci a sovy. V ČR jsou nákazy mezi dravými ptáky (jako definitivními hostiteli) běžné u mnoha různých druhů včetně káňat, jestřábů, výrů nebo puštíků. Svalovkám, které napadají jako definitivní hostitele ptáky, mohou jako mezihostitelé sloužit malí savci (např. hlodavci) nebo jiní ptáci, ve kterých tvoří tři různé klinické formy: neurologická onemocnění, svalová onemocnění, nebo akutní plicní onemocnění.

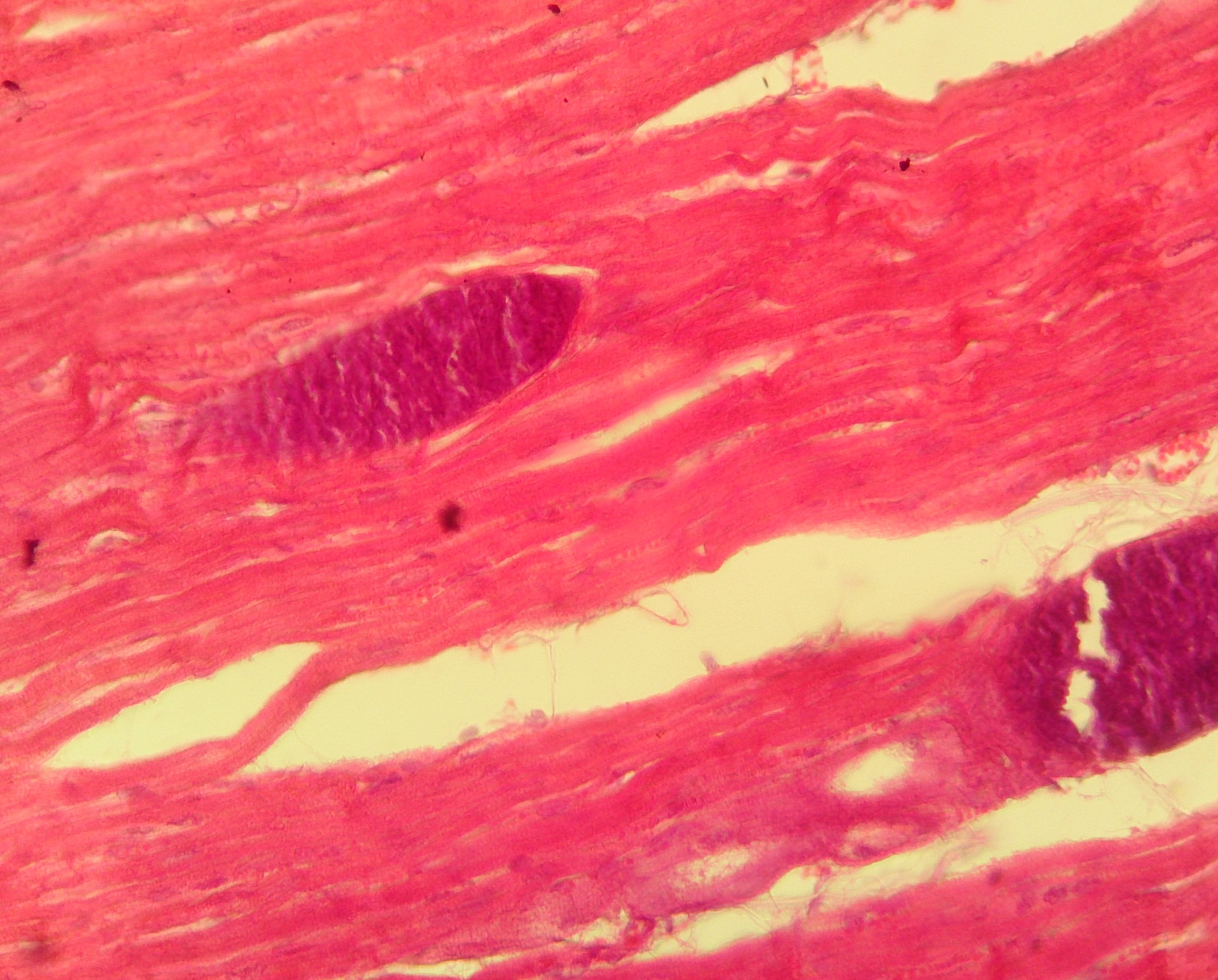
Sarkocysta v srdečním svalu ovce

### Incidence
Infekce Sarcocystis u domestikovaných zvířat je poměrně častá. U prasat se zastoupení v různých částech světa liší: 18 % z testovaných v Iowě ve Spojených státech, 43 % ve Španělsku, 57 % v Uruguayi, 68 % v Indii.
U ovcí je toto zastoupení často vyšší, až 90 %. 
Při průzkumu v osmdesátých letech v Praze byla zjištěna prevalence Sarcocystis přes 80 % u skotu i ovcí. U skotu byly identifikovány tři různé druhy (S. cruzi, S. hirsuta a S. hominis).

### Diagnóza
Diagnóza definitivních hostitelů je založená hlavně na identifikaci sporocyst v trusu.
U mezihostitelů většinou probíhá post mortem průzkumem kosterního svalstva. U některých druhů jsou cysty viditelné i pouhým okem, ale u většiny je nutná mikroskopická prohlídka.

### Léčba
Žádná stoprocentně uspokojivá léčba není v současnosti známá. Dobytku se podává amprolium pro potlačení příznaků. Experimenty byly také prováděny pro zjištění potenciální imunizace při opětovné nákaze u telat. Neexistují žádné vakcíny.